# 80號州際公路
80号州际公路（英語：Interstate 80，简称I-80）是美国州际公路系统的一部份。西起加州旧金山，东连纽泽西州提內克。全长2,899.54英里（4,666.36），是系统中第二长的公路。与林肯公路、历史上的奥勒冈小径、加利福尼亚小路和联合太平洋铁路（第一条横贯大陆铁路）大致平行。该高速公路连接纽约、芝加哥、盐湖城、旧金山等城市，是美国重要的州际公路之一。

## 加利福尼亚州段
80号州际公路在加利福尼亚州连接北部最重要的数个城市：旧金山、奥克兰和萨克拉门多。旧金山为I-80的西端点，往东经海湾大桥跨过旧金山湾进入奥克兰转向北经柏克莱至列治文，再转向东北经卡齐尼兹大桥离开湾区。公路通过沙加缅度后继续往东北进入内华达山区，从太浩湖北岸进入内华达州往雷诺。

### 旧金山湾区

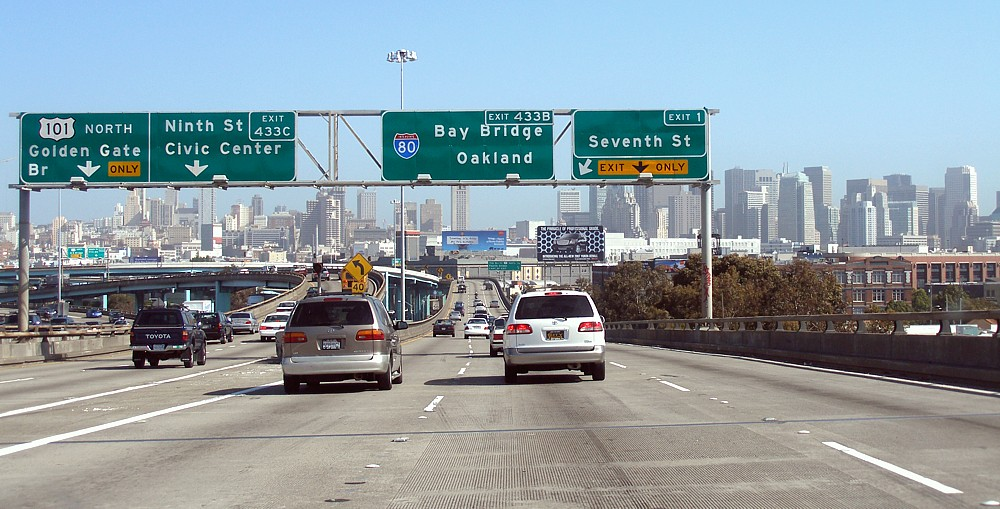
80號州際公路西端

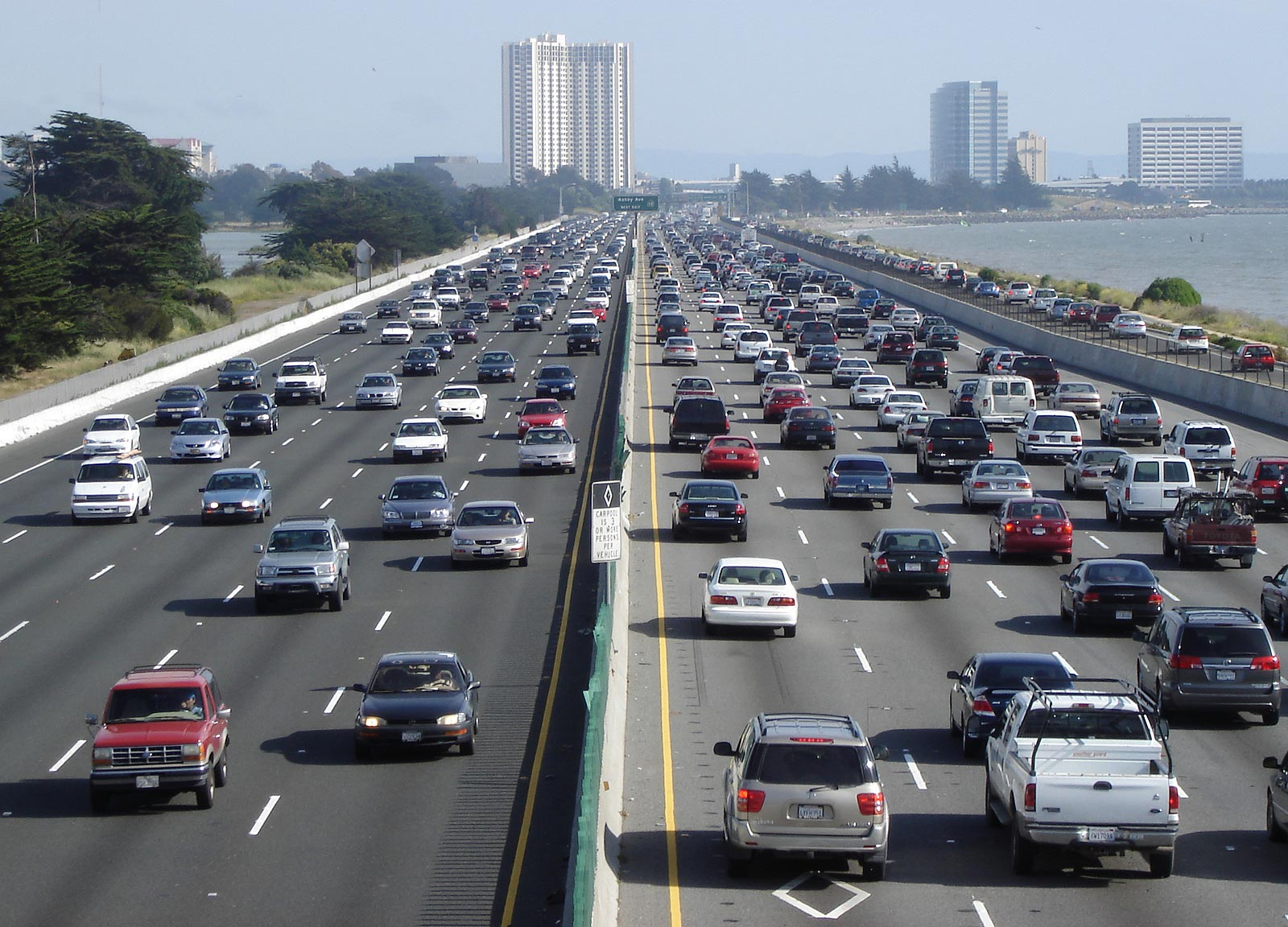
柏克萊附近的東灣岸高速公路

80号州际公路的西端点是和101号美国国道交会的交流道，往东接上海湾大桥往奥克兰，过桥之后，I-580在麦克阿瑟迷宫并入I-80主线，合称东湾岸高速公路，比较特别的是，I-80东（西）向与I-580西（东）向共构，但实际上东湾岸高速公路是南北向。I-580在奥柏尼离开主线跨过列治文─圣拉斐尔大桥，往北湾的圣拉斐尔。 I-80主线则继续往北，经卡齐尼兹桥，进入瓦列霍转向东北，680号州际公路在柯蒂利亚汇入，离开湾区继续通往沙加缅度。
80号州际公路在旧金山湾区有七条辅助线，组成湾区的高速公路网。其中I-280和I-680被认为是湾区的外环线，在湾区南端的圣荷西合流。 I-580则是湾区通往5号州际公路的最重要通道（尤其是南向往洛杉矶）。 I-880连接圣荷西与奥克兰。另外三条公路均为短程，作为往重要地点（如旧金山国际机场）的联络道。这些州际公路通过的桥梁均为单向收费。

### 沙加缅度
80号州际公路离开湾区之后，进入沙加缅度谷地。 505号州际公路在瓦卡维尔附近汇入，续往东北行经戴维斯进入沙加缅度市区。在市区西侧分出商业线往市中心，公路主线则绕行市区北缘，称为外环高速公路（Beltline Freeway）。商业线则称为首府高速公路（Capital City Freeway）。二条高速公路与5号州际公路交会后，在市区东北角合流继续往东北进入内华达山脉。
外环高速公路在1958年核准兴建（原始编号为242号加州州道），1964年改编为880号州际公路，1972年完工。 80号州际公路原本使用首府高速公路穿过沙加缅度，但首府高速公路东半段不符合州际公路标准，1978年，市区内连接首府高速公路和外环高速公路的160号加州州道升级计划被取消，联邦即将80号州际公路改道行经外环高速公路，首府高速公路则改编为商业线，外环高速公路的880编号亦撤销。

## 中西部段

### 爱荷华州
自内布拉斯加州进入爱荷华州，途径得梅因，与纵向35号高速公路交叉，后经过爱荷华城，在284号出口附近，有世界最大的高速公路卡车休息中心，再往东经过阔德城，跨越密西西比河进入伊利诺伊州。

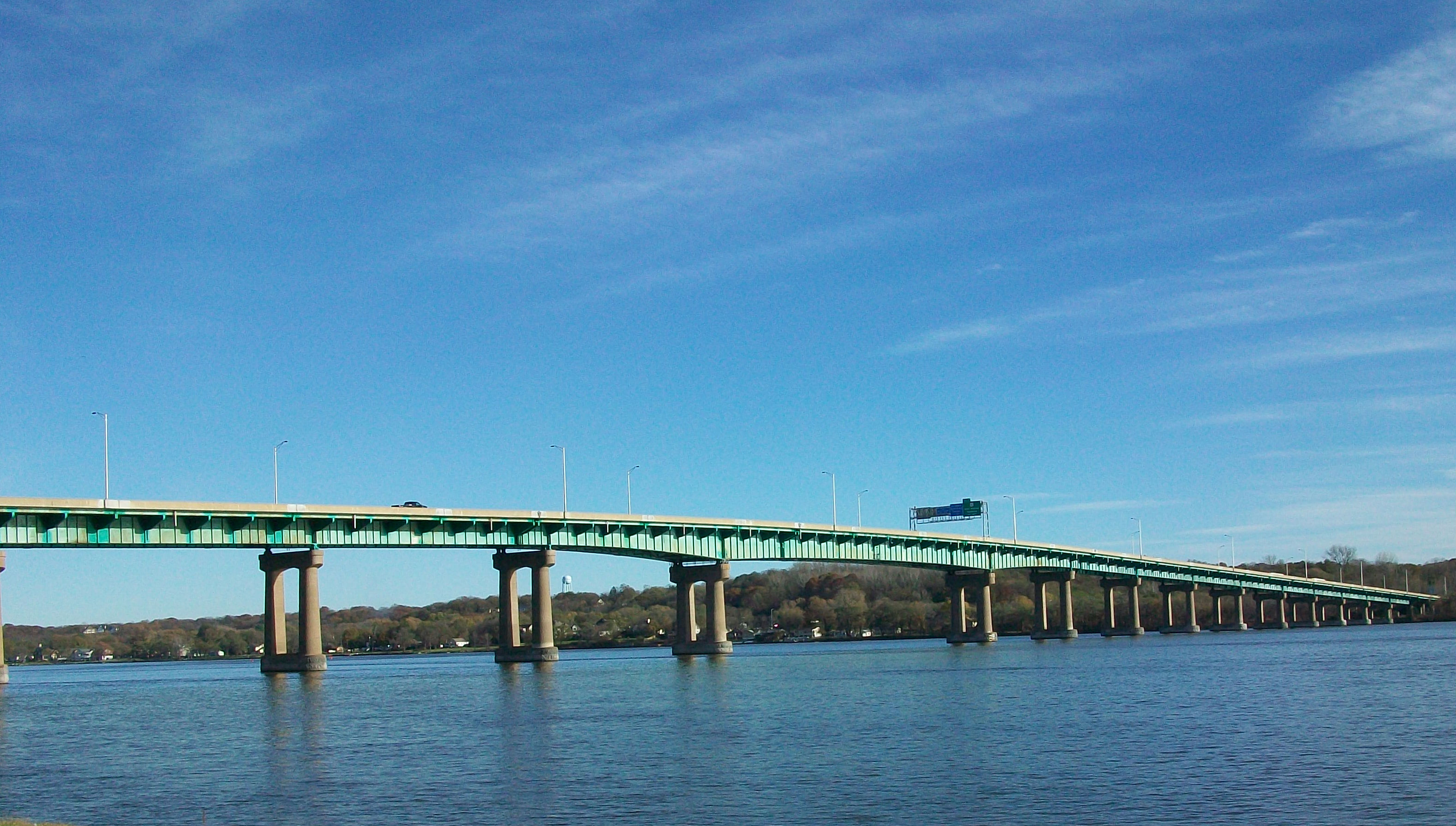
I80跨越密西西比河, 桥南段分出I-88，并与I-74相互接触（不合并）

### 伊利诺伊州
80号州际公路在爱荷华州和伊利诺伊州交界的阔德城分出88号州际公路与74号州际公路后，往东穿过伊利诺伊州北部抵达芝加哥近郊与294号州际公路（三州收费公路）共构，过了I-294的南端点，公路继续与94号州际公路共构往印第安纳州加里，此段称为金格利快速道路（Kingery Expressway）。
本段公路穿过伊利诺伊州北部平原地带农业区，在进入芝加哥之前仅有零星小镇分布，大致与6号美国国道平行。其中在普林斯顿附近向南分出180号州际公路往亨内平，至拉萨尔与39号州际公路交叉，继续往东至芝加哥南郊乔利埃特与55号州际公路交会后，355号州际公路亦在附近汇入，再往东行数哩后与57号州际公路交会后，并入三州收费公路。

### 印第安纳州
80号州际公路在印第安纳州分别与94号州际公路与90号州际公路共构，其中与94号州际公路共构段名为 '波尔曼快速道路'（Borman Expressway）与90号州际公路共构段则是印州收费公路的一部份。I-80与I-94共构线由芝加哥南边的伊利诺伊州州界进入印第安纳州加里，与I-90交会后（湖站）换与I-90共构，进入印州收费公路。I-80沿印第安纳州北缘经南弯横贯全州进入俄亥俄州接续俄亥俄州收费公路往托莱多，其中在印州东北角与69号州际公路交会。印第安纳州段全长151.56哩（243.91公里）。

## 美东段

### 宾夕法尼亚州
在宾夕法尼亚州，80号州际公路是贯穿该州中部的主要东西向高速公路。它从宾州沙伦附近的俄亥俄州州界起始，一直延伸到特拉华河上的特拉华水道收费大桥。它被称作“Z.H. Confair 纪念高速（英語：Z.H. Confair Memorial Highway）”。
在宾州西部，它经过匹兹堡都会区的最北部分。80号州际公路连接376号州际公路的最西端，并可经其前往匹兹堡国际机场、匹兹堡市中心和匹兹堡郊区。80号州际公路与79号州际公路交叉，并经其连接北部的伊利（大约距离75英里 [121]）和南部的匹兹堡（大约距离55英里 [89]）。继续向东延伸，公路与99号州际公路交会并可经其前往州学院与阿尔图纳。80号州际公路的一个分支（I-180）可前往威廉斯波特。进入波可诺山时，80号州际公路与81号州际公路交会，并经其连接哈里斯堡和纽约州的雪城。与I-80相交的476号州际公路连接了斯克兰顿、威尔克斯-巴里、阿伦敦和费城。另一条联络线（I-380）通往斯克兰顿。 在宾州东部，80号州际公路穿过波可诺山（英語：Pocono Mountains）地区。
在克利尔菲县，80号州际公路达到了密西西比河以东海拔最高处，最高海拔为2,250英尺（686）。尽管如此，仍有其它州际公路在密西西比河以东达到了更高的海拔，如经过北卡罗莱纳州和田纳西州的26号州际公路。

## 里程与所经主要都市
| 所经州份       | 哩程数   | 哩程数   | 所经主要都市 （粗体化的城镇为使用在交通标志上的正式指定定点城市）                       |
| 所经州份       | 英里     | 公里     | 所经主要都市 （粗体化的城镇为使用在交通标志上的正式指定定点城市）                       |
| -------------- | -------- | -------- | --------------------------------------------------------------------------------------- |
| 加利福尼亚州段 | 199.24   | 320.65   | 旧金山、奥克兰、柏克莱、沙加缅度                                                        |
| 内华达州段     | 410.67   | 660.91   | 雷诺、战斗山、埃尔科                                                                    |
| 犹他州段       | 196.34   | 315.98   | 盐湖城                                                                                  |
| 怀俄明州段     | 402.76   | 648.18   | 埃文斯顿、岩石泉、拉勒米、夏延                                                          |
| 内布拉斯加州段 | 455.32   | 732.77   | 锡尼、北普拉特 、吉尔尼、大岛市、 林肯、奥马哈                                          |
| 爱荷华州段     | 303.23   | 488.00   | 康瑟尔布拉夫斯、德梅因、艾奥瓦城、达文波特                                              |
| 伊利诺伊州段   | 163.52   | 263.16   | 莫林─岩石岛、乔利埃特、芝加哥（外环线，由I-55、I-57、I-90、I-94进入市区）               |
| 印第安纳州段   | 151.56   | 243.91   | 南弯                                                                                    |
| 俄亥俄州段     | 237.48   | 382.19   | 托萊多、克里夫兰（外环线，由I-90进入市区）、扬斯敦                                      |
| 宾夕法尼亚州段 | 311.07   | 500.62   | 夏隆、克拉里恩、贝勒冯、威廉波特（经I-180）、布伦斯堡、黑泽尔顿、史特拉斯堡、德拉瓦水峡 |
| 纽泽西州段     | 68.54    | 110.30   | 内特孔 、帕特森、纽约市（经I-95）                                                       |
| 全长           | 2,899.54 | 4,666.36 |                                                                                         |